# Ceratomia amyntor

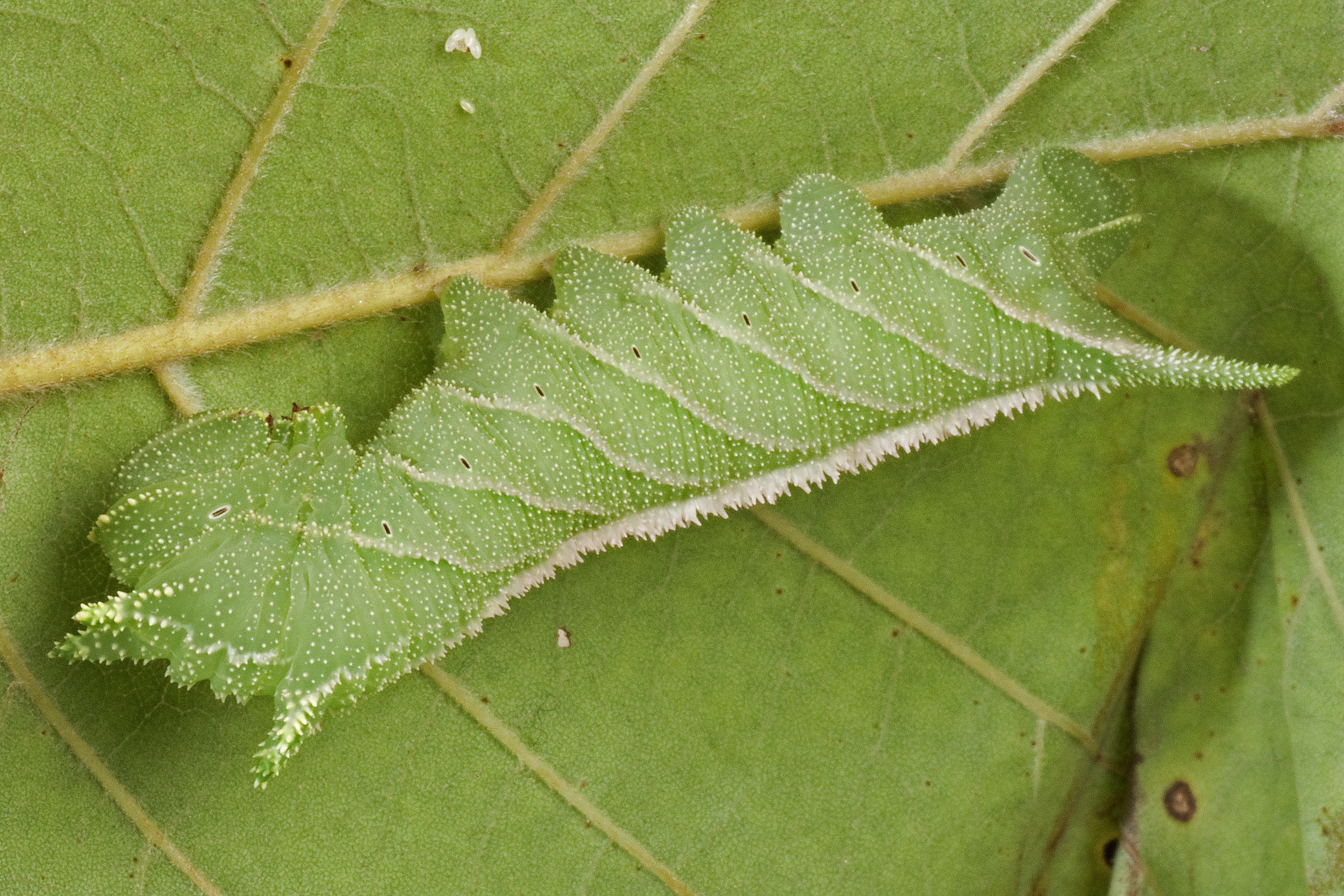
Raupe von Ceratomia amyntor

Ceratomia amyntor ist ein Schmetterling (Nachtfalter) aus der Familie der Schwärmer (Sphingidae). Die Art besiedelt große Teile Nordamerikas.

## Merkmale
Die Falter haben eine Vorderflügellänge von 47 bis 57 Millimetern. Die Falter sind in ihrer Musterung sehr variabel. Es gibt sehr kontrastarme Tiere und solche, bei denen die Musterung sehr stark ausgebildet ist. Manche Tiere sind so dunkel, dass sie nahezu schwarz wirken. Der Costalbereich am Vorderflügel der Tiere ist grau, der Subcostalbereich gelblich-braun. Diese Bereiche setzen sich deutlich vom dunkelbraunen Medialbereich ab, wodurch die Art leicht von den anderen Arten der Gattung Ceratomia zu unterscheiden ist. Der Saugrüssel erreicht eine Länge von 13 Millimetern. Die Art hat zudem dunkle Striche entlang der Flügeladern und einen weißen Punkt in der Zelle. Die Hinterflügel sind auf der Oberseite hellbraun und haben ein dunkelbraunes Band am Außenrand.

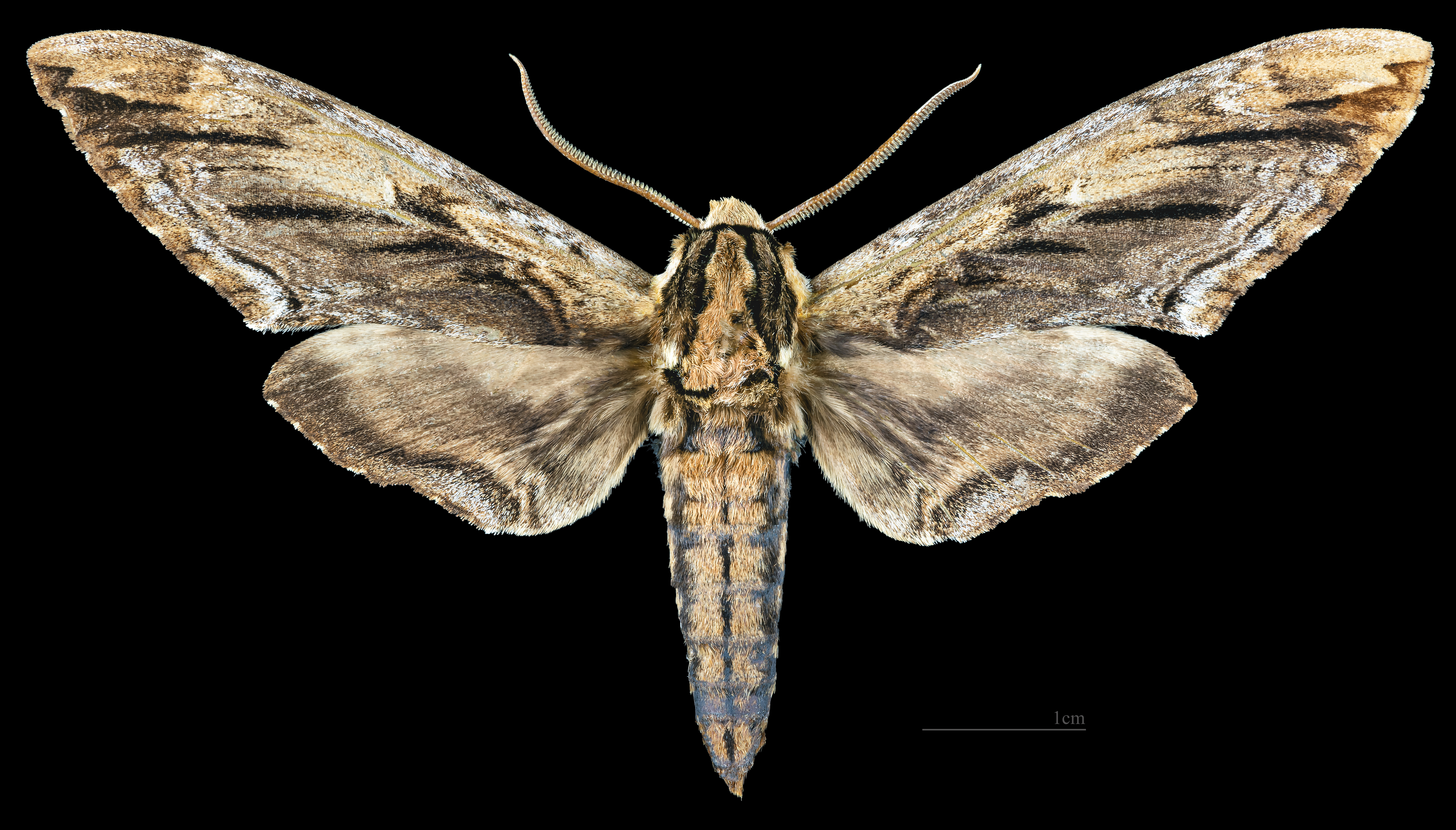
Ceratomia amyntor ♂
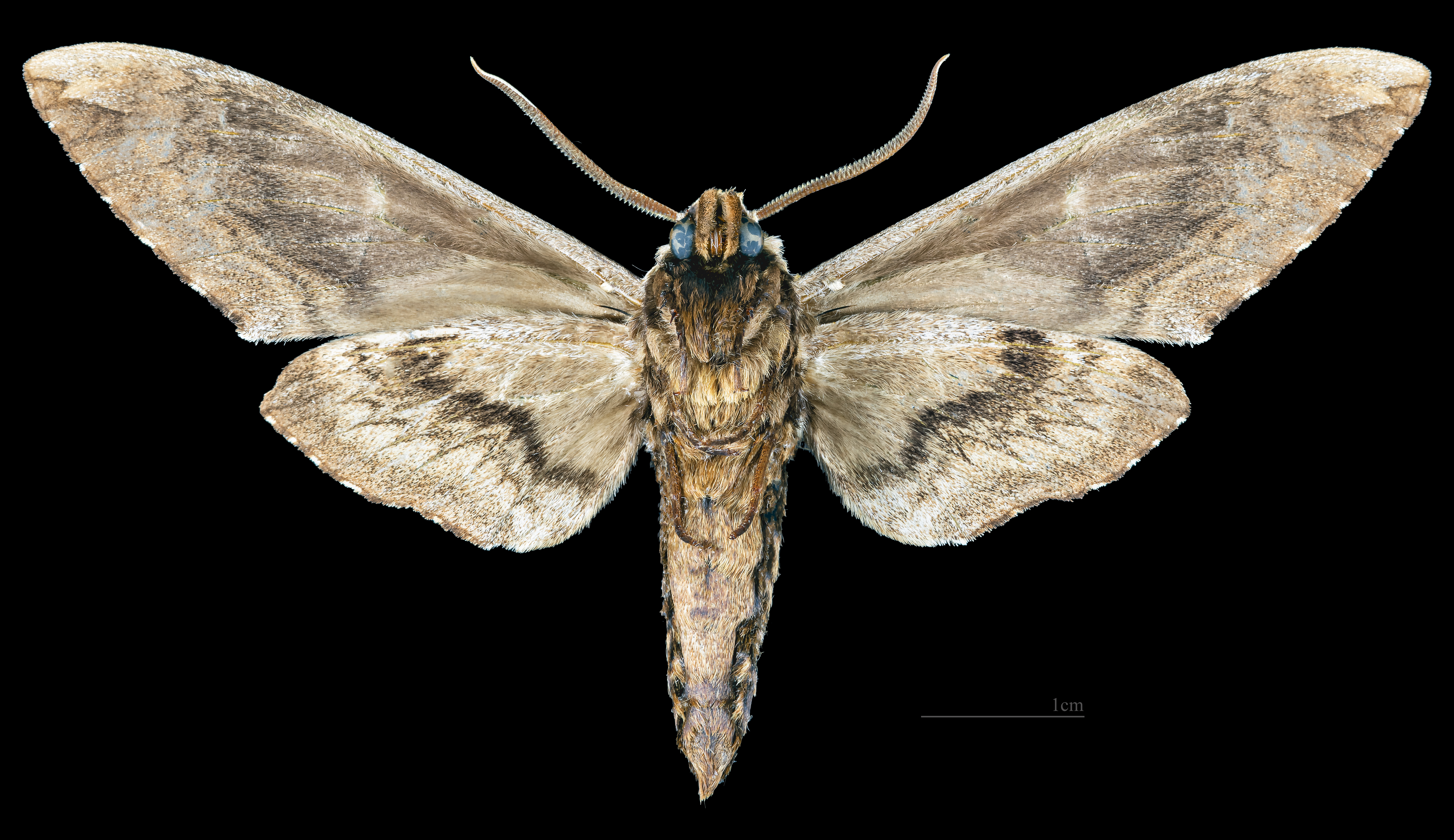
Ceratomia amyntor ♂   △
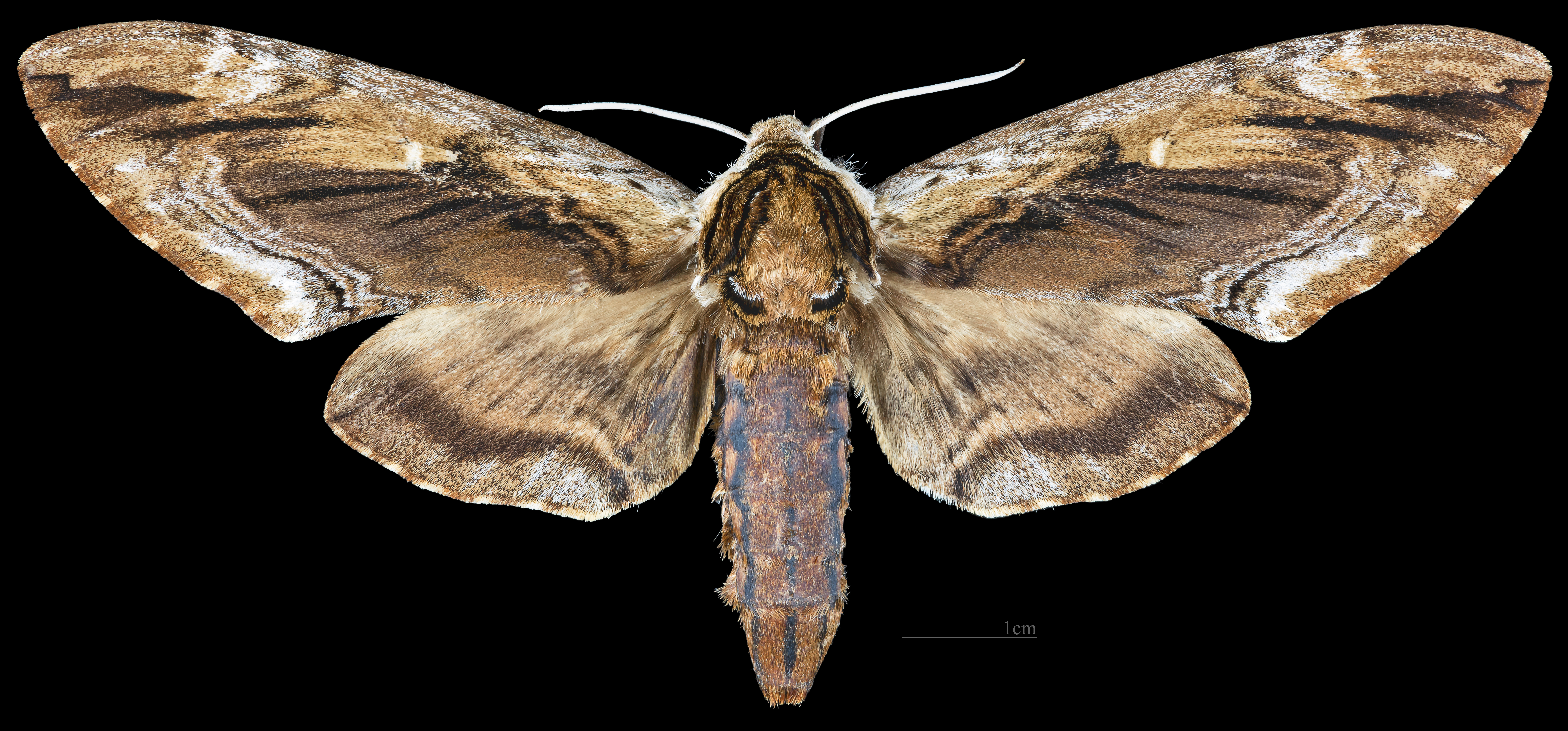
Ceratomia amyntor ♀
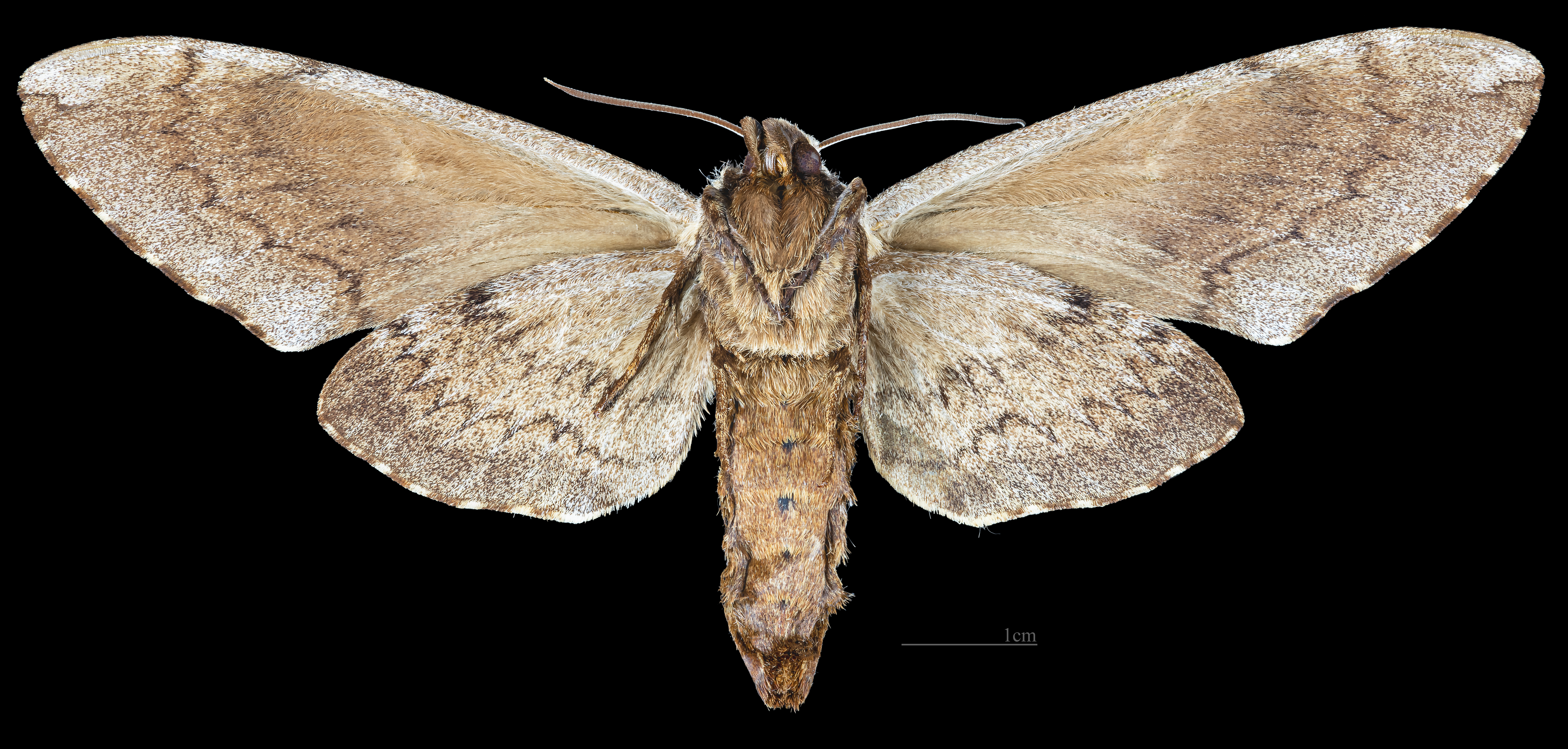
Ceratomia amyntor ♀  △

Die Raupen treten in mehreren Farbvarianten auf, die von grün bis dunkelbraun reichen. Es gibt auch orange-braune Tiere, manchmal auch mit einem pinken Farbschimmer. Sie haben auffällige fleischige, mit vielen weißen Sekundärborsten versehene „Hörner“ am Thorax. Diesem Merkmal hat die Art ihren englischen Namen „Four-horned Sphinx“ zu verdanken, der weitere Name „Elm Sphinx“ nimmt Bezug auf die Hauptnahrungspflanze. Entlang des Rückens verlaufen zwei mit Stacheln versehene Rillen. Das Analhorn ist stark körnig strukturiert. An den Seiten tragen die Raupen sieben weiße Schrägstreifen, die an der Basis des einen Segments beginnen und am darauf folgenden Segment enden.
Die Puppe ist kastanienbraun und hat eine glatte Oberfläche. Ihre Rüsselscheide ist verwachsen und die Hinterleibssegmente sind stark eingeschnürt. Der breite, raue Kremaster endet mit einer kleinen Doppelspitze.

## Vorkommen
Die Art besiedelt große Teile Nordamerikas. Sie ist in den Vereinigten Staaten von New England bis in den Norden Floridas und nach Westen bis nach Zentral-New Mexico und Colorado verbreitet. Im Jahr 2005 wurde ein Exemplar im äußersten Südosten Arizonas nachgewiesen. Obwohl es keine Nachweise aus Wyoming und Montana gibt, wird vermutet, dass die Art dort im Osten ebenso verbreitet ist. In Kanada ist die Art im Osten in Nova Scotia, New Brunswick und dem Süden Québecs verbreitet. In Ontario findet man sie auf der Niagara-Halbinsel und entlang der nördlichen Ufer der Großen Seen. Die Art ist auch im Süden Manitobas und westlich bis nach Saskatchewan und bis in den Südosten Albertas nachgewiesen. Im Süden erstreckt sich das Areal der Art entlang der Golfküste bis nach Texas, New Mexico und auch Mexiko.
Ceratomia amyntor besiedelt Laubwälder. Im Osten des Verbreitungsgebietes tritt die Art häufig auf, im Westen ist sie nur lokal in Waldgebieten anzutreffen. Sie ist im Norden des Areals häufiger als im Süden.

## Lebensweise
Die Falter fliegen nachts Lichtquellen an. Ihr Saugrüssel wäre trotz seiner geringen Länge zur Nahrungsaufnahme geeignet, es ist jedoch nicht bekannt, ob die Muskulatur dazu ausgebildet ist. Nachweise der Falter an Nektarpflanzen konnten bisher nur von C. H. Fernald (1884) erbracht werden. Eliot und Soule dokumentierten aber 1902, dass die Falter durch Licht, Köder und Blüten angelockt werden, weswegen man trotz Fehlens weiterer Nachweise wohl davon ausgehen kann, dass es ihnen möglich ist, Nektar aufzunehmen.

### Flug- und Raupenzeiten
Im Norden des Verbreitungsgebietes fliegt die Art in einer Generation im Sommer im Juni und Juli. Im Süden fliegen zumindest zwei Generationen von April bis Oktober, beispielsweise in Missouri. Es gibt jedoch Autoren, die sogar von fünf Generationen in diesem Zeitraum ausgehen, was zeigt, dass die Flugzeiten der Art noch nicht ausreichend erforscht sind.

### Nahrung der Raupen
Die Raupen ernähren sich hauptsächlich von Ulmen (Ulmus). In Kanada und in den Staaten um New England hat man sie auch an Linden und Birken (Betula) nachgewiesen, sie sollen darüber hinaus auch Gewöhnliche Robinie (Robinia pseudoacacia) und Prunus-Arten fressen.

## Entwicklung
Die Weibchen legen ihre leuchtend hellgrünen Eier einzeln an den Blättern der Raupennahrungspflanzen ab. Die Raupen leben als Einzelgänger und benötigen für das erste Stadium vier bis fünf Wochen. Die Verpuppung erfolgt in einer Kammer mehrere Zentimeter tief im Erdboden. Die Puppen überwintern.

## Belege